# Christoffer Schander
Carl Fredrik Christoffer Schander, född 21 maj 1960 i Hallstavik (Häverö församling), död 21 februari 2012, var en svensk-norsk marinbiolog. Han var direktör för Bergen Museum, professor i marin biodiversitet vid universitetet i Bergen samt docent vid Göteborgs universitet.
Schander var uppvuxen i Borås, där han gick på Bäckängskolan. Hans doktorsavhandling från Göteborgs universitet (1997) behandlade systematiken inom blötdjursgruppen Pyramidellidae, en grupp av parasitiska snäckor. Han arbetade senare med gruppen maskmollusker (Caudofoveata och Solenogastres), på vilken han anses ha varit en av de ledande i världen. Hans forskning inriktade sig framförallt på släktskapen (fylogenin) hos de basala blötdjursgrupperna, men han publicerade också inom andra områden, och hans mest citerade arbeten är inom forskningsområdet fylogenetisk taxonomi.
Under senare år intresserade han sig för problematik kring användandet av musealt formalinfixerat material för DNA-studier. För allmänheten är han kanske mest känd för sin forskning på spansk skogssnigel (Arion lusitanicus). Han hade flera uppdrag för Artdatabanken, och var medlem av både de svenska och norska expertkomittéerna för rödlistning av marina evertebrater.

## Hans mest citerade artiklar, enligt Web of Science
- Schander C, Thollesson M. "Phylogenetic taxonomy - Some Comments" Zoologica Scripta 24(3): 263-268 1995 Antal gånger citerad: 70
- Warén A, Gofas S, Schander C. "Systematic position of three European heterobranch Gastropods" Veliger 36(1): 1-15 1993 Antal gånger citerad: 24
- Passamaneck YJ, Schander C, Halanych KM "Investigation of molluscan phylogeny using large-subunit and small-subunit nuclear rRNA sequences" Molecular phylogenetics and evolution 32(1): 25-38  2004 Antal gånger citerad: 20
- Schander C, Halanych KM "DNA, PCR and formalinized animal tissue - a short review and protocols" Organisms, Diversity and Evolution 3(3): 195-205 2003 Antal gånger citerad: 18
- Dahlgren TG, Akesson B, Schander C, et al. "Molecular phylogeny of the model annelid Ophryotrocha" Biological Bulletin 201(2): 193-203 2001Antal gånger citerad: 18
- Caron JB, Scheltema A, Schander C, Rudkin, D "A soft-bodied mollusc with radula from the Middle Cambrian Burgess Shale" Nature" 442(7099): 159-163 2006 Antal gånger citerad: 15
- Schander C, Willassen E "What can biological barcoding do for marine biology?" Marine Biological Research 1(1): 79-83 2005 Antal gånger citerad: 15